# III. třída okresu Hradec Králové 2008/2009
V utkáních III. třídy okresu Hradec Králové 2008/2009, jedné ze skupin 9. nejvyšší fotbalové soutěže v Česku, se utkalo 14 týmů dvoukolovým systémem podzim – jaro. Tento ročník začal v srpnu 2008 a skončil v červnu 2009.
Postup do II. třídy okresu Hradec Králové 2009/2010 si zajistily vítězný tým TJ Sokol Lovčice. Sestoupil poslední tým TJ Dolany.

## Konečná tabulka III. třídy okresu Hradec Králové 2008/2009
| Poř. | Tým                              | Z  | V  | R | P  | VG | OG | B  |
| ---- | -------------------------------- | -- | -- | - | -- | -- | -- | -- |
| 1.   | TJ Sokol Lovčice                 | 26 | 18 | 7 | 1  | 65 | 19 | 61 |
| 2.   | FK Vysoká nad Labem (N)          | 26 | 18 | 2 | 6  | 89 | 31 | 56 |
| 3.   | RMSK Cidlina Nový Bydžov "C" (N) | 26 | 15 | 4 | 7  | 51 | 36 | 49 |
| 4.   | SK Slavia Libřice                | 26 | 13 | 6 | 7  | 55 | 40 | 45 |
| 5.   | TJ Sokol Skřivany                | 26 | 13 | 3 | 10 | 47 | 46 | 42 |
| 6.   | SK Starý Bydžov (S)              | 26 | 12 | 4 | 10 | 47 | 47 | 40 |
| 7.   | FK Černilov "B"                  | 26 | 10 | 4 | 12 | 50 | 47 | 34 |
| 8.   | Sokol Lhota pod Libčany "B"      | 26 | 9  | 6 | 11 | 32 | 45 | 33 |
| 9.   | TJ Sokol Malšova Lhota           | 26 | 8  | 6 | 12 | 57 | 57 | 30 |
| 10.  | TJ Spartak Kosičky "B"           | 26 | 7  | 8 | 11 | 26 | 56 | 29 |
| 11.  | FC Spartak Kobylice "B"          | 26 | 8  | 4 | 14 | 37 | 54 | 28 |
| 12.  | TJ Sokol Nové Město nad Cidlinou | 26 | 8  | 3 | 15 | 36 | 54 | 27 |
| 13.  | AFK Dobřenice                    | 26 | 6  | 6 | 14 | 27 | 53 | 24 |
| 14.  | TJ Dolany                        | 26 | 4  | 3 | 19 | 25 | 59 | 15 |

Poznámky:
- Z = Odehrané zápasy; V = Vítězství; R = Remízy; P = Prohry; VG = Vstřelené góly; OG = Obdržené góly; B = Body; (S) = Mužstvo sestoupivší z vyšší soutěže; (N) = Mužstvo postoupivší z nižší soutěže (nováček)

|  | Postup do II. třídy okresu Hradec Králové 2009/2010 |
|  | Sestup do IV. třídy okresu Hradec Králové 2009/2010 |